# Міхаель Герль

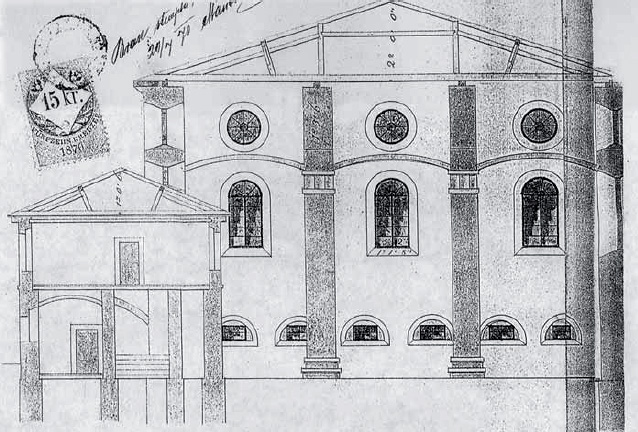
Проєкт перебудови Великої передміської синагоги (1870)

Міхаель Герль (нім. Michael Gerl) — архітектор, який працював у Львові у другій половині XIX століття. 1854 року вписаний німецькою мовою до цехової книги львівських будівничих як «Michał Gerl von Dewin». У 1860—1861 роках реконструював з надбудовою четвертого поверху житловий будинок на площі Ринок, 20 у Львові. Реконструював львівську передміську синагогу у 1870 році, а також у 1872 — Велику міську синагогу у Львові. Надбудував третій поверх кам'яниці Грегоровичівської, що на розі вулиць Івана Федорова, 2 та Вірменської, 34 (1875 рік).